# Лоренс Тауншип (округ Мерсер, Нью-Джерсі)
Лоренс Тауншип (англ. Lawrence Township) — селище (англ. township) в США, в окрузі Мерсер штату Нью-Джерсі. Населення — 33 077 осіб (2020).

### Клімат
| Клімат : Лоренс Тауншип      | Клімат : Лоренс Тауншип | Клімат : Лоренс Тауншип | Клімат : Лоренс Тауншип | Клімат : Лоренс Тауншип | Клімат : Лоренс Тауншип | Клімат : Лоренс Тауншип | Клімат : Лоренс Тауншип | Клімат : Лоренс Тауншип | Клімат : Лоренс Тауншип | Клімат : Лоренс Тауншип | Клімат : Лоренс Тауншип | Клімат : Лоренс Тауншип | Клімат : Лоренс Тауншип |
| Показник                     | Січ.                    | Лют.                    | Бер.                    | Квіт.                   | Трав.                   | Черв.                   | Лип.                    | Серп.                   | Вер.                    | Жовт.                   | Лист.                   | Груд.                   | Рік                     |
| Середній максимум, °C        | 4,3                     | 6,1                     | 10,6                    | 17,3                    | 22,6                    | 27,8                    | 30,2                    | 29,2                    | 25,3                    | 19,1                    | 13,1                    | 6,9                     | 17,7                    |
| Середня температура, °C      | −0,2                    | 1,2                     | 5,3                     | 11,3                    | 16,5                    | 21,8                    | 24,4                    | 23,5                    | 19,4                    | 13,1                    | 7,8                     | 2,4                     | 12,3                    |
| Середній мінімум, °C         | −4,7                    | −3,6                    | 0,0                     | 5,2                     | 10,4                    | 15,8                    | 18,6                    | 17,8                    | 13,6                    | 7,1                     | 2,6                     | −2,1                    | 6,8                     |
| Норма опадів, мм             | 88                      | 71                      | 108                     | 104                     | 105                     | 111                     | 137                     | 105                     | 112                     | 97                      | 92                      | 103                     | 1233                    |
| Вологість повітря, %         | 65.6                    | 61.9                    | 57.5                    | 57.2                    | 62.1                    | 66.3                    | 66.2                    | 68.6                    | 70.0                    | 68.5                    | 66.6                    | 66.5                    | 64.8                    |
| ---------------------------- | ----------------------- | ----------------------- | ----------------------- | ----------------------- | ----------------------- | ----------------------- | ----------------------- | ----------------------- | ----------------------- | ----------------------- | ----------------------- | ----------------------- | ----------------------- |
| Джерело: PRISM Climate Group |                         |                         |                         |                         |                         |                         |                         |                         |                         |                         |                         |                         |                         |

## Демографія
Згідно з переписом 2010 року, у селищі мешкали 33 472 особи в 12 524 домогосподарствах у складі 8111 родини. Було 13239 помешкань
Расовий склад населення:
| - 69,7 % — білих - 14,1 % — азіатів - 10,8 % — чорних або афроамериканців - 0,2 % — корінних американців - 0,1 % — вихідців з тихоокеанських островів - 2,7 % — осіб інших рас |

До двох чи більше рас належало 2,4 %. Частка іспаномовних становила 7,5 % від усіх жителів.
За віковим діапазоном населення розподілялося таким чином: 20,0 % — особи молодші 18 років, 66,2 % — особи у віці 18—64 років, 13,8 % — особи у віці 65 років та старші. Медіана віку мешканця становила 38,3 року. На 100 осіб жіночої статі у селищі припадало 86,8 чоловіків;  на 100 жінок у віці від 18 років та старших — 82,7 чоловіків також старших 18 років.
Середній дохід на одне домашнє господарство  становив 104 096 доларів США (медіана — 86 301), а середній дохід на одну сім'ю — 123 327 доларів (медіана — 110 591). Медіана доходів становила 71 463 долари для чоловіків та 59 933 долари для жінок. За межею бідності перебувало 6,0 % осіб, у тому числі 5,8 % дітей у віці до 18 років та 6,4 % осіб у віці 65 років та старших.
Цивільне працевлаштоване населення становило 17 252 особи. Основні галузі зайнятості: освіта, охорона здоров'я та соціальна допомога — 26,2 %, науковці, спеціалісти, менеджери — 15,6 %, виробництво — 9,7 %, фінанси, страхування та нерухомість — 9,4 %.